# Кошачий геккон
Кошачий геккон (лат. Aeluroscalabotes felinus) — вид гекконов, живущих в Индонезии, Малайзии, Сингапуре, Камбодже и Таиланде. Единственный вид в роде Aeluroscalabotes.

## Описание

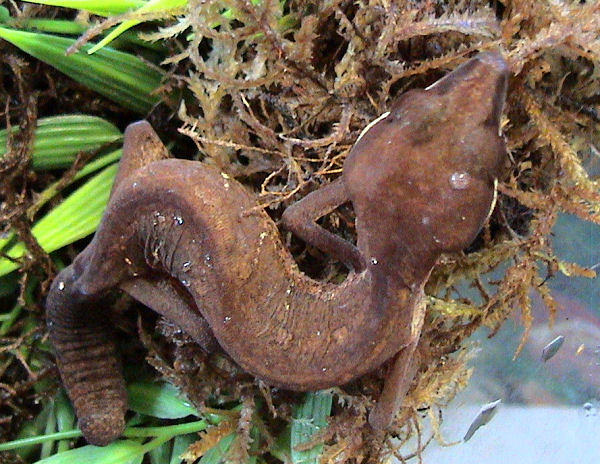

Кошачий геккон — лёгкий геккон, зачастую красно-коричневого цвета с белыми пятнами и сплошной белой полосой. Иногда встречаются особи с коричневыми пятнами. Считается одним из наиболее примитивных видов гекконов, физически схожим с окаменелостями первых гекконов. Вырастают до 18 см, самцы обычно меньше самок. Единственный известный полудревесный геккон, обладает пальцевыми щетинками до 9 нм длиной. Помимо этого, они используют втягивающиеся когти и цепкий хвост для лазанья.

## Поведение
Полудревесный вид, предпочитающий прохладные, влажные, горные дождевые леса. В основном ночные животные, питающиеся мелкими насекомыми.

## Природоохранный статус
Точные размеры популяции неизвестны. Не имеет особого природоохранного статуса, за исключением Таиланда, где запрещён их отлов и вывоз.

## Классификация
Вид был переописан несколько раз, что привело к путанице в его классификации[прояснить].
Выделяют два подвида Aeluroscalabotes felinus:
- Aeluroscalabotes felinus felinus (Günther, 1864)
- Aeluroscalabotes felinus multituberculatus (Kopstein, 1927)